# Campeonato Peruano de Fútbol Femenino de 2010
El Campeonato Peruano de Fútbol Femenino de 2010 fue un torneo de la Primera División Femenina en el cual se coronó campeón el equipo de JC Sport Girls que obtuvo así su tercer título. Pese a su nombre, el torneo culminó en el 2011. El campeón, además, clasificó a la Copa Libertadores Femenina 2011.

## Etapa Regional

### Torneo Metropolitano 2010
El campeón del torneo Metropolitano 2010 en la etapa Apertura y Clausura fue el club JC Sport Girls.
| Club                | PJ | Puntos |
| ------------------- | -- | ------ |
| JC Sport Girls      | 5  | 13     |
| Real Maracana       | 5  | 13     |
| Talemtus Minka      | 5  | 6      |
| JC Soccer Academy   | 5  | 4      |
| River San Borja     | 5  | 4      |
| EFF Olienka Salinas | 5  | 3      |

Fecha 1 [Jun 19]
JS Sport Girls             5-0 JS Soccer Academy
EFF Olienka Salinas                  4-1 River San Borja
Real Maracanà de Chosica             6-0 Talemptus Minka
Fecha 2 [Jun 26]
Talemptus Minka                     1-13 JS Sport Girls
River San Borja                      0-3 Real Maracaná de Chosica
JS Soccer Academy                    3-0 EFF Olienka Salinas
Fecha 3 [Jul 4]
Talemptus Minka                      2-4 River San Borja
Real Maracaná de Chosica             4-2 JS Soccer Academy
JS Sport Girls                       6-0 EFF Olienka Salinas
Fecha 4 [Jul 11]
JS Soccer Academy                    0-2 Talemptus Minka
EFF Olienka Salinas                  0-5 Real Maracaná de Chosica
River San Borja                      0-3 JS Sport Girls
Fecha 5 [Jul 17]
EFF Olienka Salinas                  0-3 Talemptus Minka
JC Soccer Academy                    0-0 River San Borja
JC Sport Girls                       1-1 Real Maracanà de Chosica
| Club                | PJ | Puntos |
| ------------------- | -- | ------ |
| JC Sport Girls      | 7  | 16     |
| River San Borja     | 7  | 15     |
| Real Maracaná       | 7  | 13     |
| JC Soccer Academy   | 7  | 9      |
| Talentus Minka      | 7  | 6      |
| EFF Olienka Salinas | 7  | 3      |
| Star Soccer         | 7  | 0      |

Fecha 1 [Sep 19]
Star Soccer                         0-15 Real Maracaná
River San Borja                      7-1 EFF Olienka Salinas
JC Sport Girls                       5-0 JC Soccer Academy
Talemptus Minka                      Descansó
Fecha 2 [Sep 26?]
Talemptus Minka                      vs  EFF Olienka Salinas
Star Soccer                          vs  JC Soccer Academy
[Nov 20] River San Borja                      0-1 JC Sport Girls
Real Maracaná                        Descansó
Fecha 3 [Oct 10]
JC Sport Girls                       4-0 Talemptus Minka
JC Soccer Academy                    lt  Real Maracaná
EFF Olienka Salinas                  lt  River San Borja
Star Soccer                          Descansó
Fecha 4 [Oct 17]
EFF Olienka Salinas                  awd JC Sport Girls                       [awarded 0-3]
Real Maracaná                        0-1 River San Borja
Talemptus Minka                     10-4 Star Soccer
JC Soccer Academy                    Descansó
Round 5 [Oct 24]
JS Soccer Academy                    vs  River San Borja
EFF Olienka Salinas                  vs  Star Soccer
Real Maracaná                        vs Talemptus Minka
JC Sport Girls                       Descansó
Fecha 6 [Nov 6]
JC Sport Girls                      23-0 Star Soccer
JC Soccer Academy                    3-2 Talemptus Minka
EFF Olienka Salinas                  1-2 Real Maracaná
River San Borja                      Descansó
Fecha 7 [Nov 11]
River San Borja                     3-0 Talemptus Minka
JC Sport Girls                       2-2 Real Maracaná
JC Soccer Academy              4-0 EFF Olienka Salinas
Star Soccer                          Descansó

## Etapa Nacional

### Primera fase
Grupo I
- Huánuco Regional XI
- Sport Club Berrocal (Ayacucho)
- Sport Unión (Chiclayo)

Grupo II
- Trujillo (La Libertad)
- JC Sport Girls (Lima)
- White Star (Arequipa)

Grupo III
- L. Chongoyape (La Libertad)
- River San Borja (Lima)
- Electroriente (Iquitos)

### Segunda fase
|  | Semifinales     | Semifinales     |   |  | Final          | Final |  |
|  |                 |                 |   |  |                |       |  |
|  |                 |                 |   |  |                |       |  |
|  | 1 de octubre    |                 |   |  |                |       |  |
|  | River San Borja | 3               |   |  |                |       |  |
|  | Electroriente   | 1               |   |  |                |       |  |
|  |                 |                 |   |  |                |       |  |
|  |                 |                 |   |  | 2 de octubre   |       |  |
|  |                 |                 |   |  | JC Sport Girls | 2     |  |
|  |                 | River San Borja | 1 |  |                |       |  |
|  |                 |                 |   |  |                |       |  |
|  |                 |                 |   |  |                |       |  |
|  |                 |                 |   |  | Tercer lugar   |       |  |
|  | 1 de octubre    |                 |   |  |                |       |  |
|  | JC Sport Girls  | 5               |   |  |                |       |  |
|  | Sport Unión     | 0               |   |  |                |       |  |

### Final
| 2 de octubre de 2011 | JC Sport Girls | 2:1 | River San Borja |  |  |